# Юльяновка
Юлья́новка (рос. Юльяновка) — присілок у складі Юргинського округу Кемеровської області, Росія.

## Населення
Населення — 117 осіб (2010; 140 у 2002).
Національний склад (станом на 2002 рік):
- росіяни — 84 %